# Beraea rostrata
Beraea rostrata är en nattsländeart som först beskrevs av Martynov 1913.  Beraea rostrata ingår i släktet Beraea och familjen sandrörsnattsländor. Inga underarter finns listade i Catalogue of Life.